# Steele (Dakota Północna)
Steele – miasto w Stanach Zjednoczonych, w stanie Dakota Północna, stolica hrabstwa Kidder. W 2008 liczyło 685 mieszkańców.